# Morpho zephyritis
Morpho zephyritis is een vlinder uit de onderfamilie Satyrinae. De vlinder komt voor in een beperkt gebied in Bolivia en Peru.